# Juli Inkster
Juli Inkster (nascida Juli Simpson; 24 de junho de 1960) é uma jogadora norte-americana de golfe profissional que atualmente joga nos torneios do circuito LPGA (versão feminina do circuito PGA).
Inkster triunfou nos sete principais torneios do circuito: no Aberto do Canadá de 1984, no Campeonato Kraft Nabisco de 1984 e 1989, no Campeonato da LPGA de 1999 e 2000 e no Aberto dos Estados Unidos, em 1999 e 2002.
Em 2000, Inkster foi introduzida no Hall da Fama do Golfe Mundial.

## Principais torneios

### 7 vitórias
| N.º | Ano  | Torneio                      | Placar                | Margem de vitória | Vice-campeã(s)              |
| --- | ---- | ---------------------------- | --------------------- | ----------------- | --------------------------- |
| 1   | 1984 | Nabisco Dinah Shore          | −8 (70-73-69-68=280)  | Playoff           | Pat Bradley                 |
| 2   | 1984 | du Maurier Classic           | −9 (69-68-75-67=279)  | 1 tacada          | Ayako Okamoto               |
| 3   | 1989 | Nabisco Dinah Shore          | −9 (66-69-73-71=279)  | 5 tacadas         | JoAnne Carner, Tammie Green |
| 4   | 1999 | McDonald's LPGA Championship | −16 (68-66-69-65=268) | 4 tacadas         | Liselotte Neumann           |
| 5   | 1999 | U.S. Women's Open            | −16 (65-69-67-71=272) | 5 tacadas         | Sherri Turner               |
| 6   | 2000 | McDonald's LPGA Championship | −3 (72-69-65-75=281)  | Playoff           | Stefania Croce              |
| 7   | 2002 | U.S. Women's Open            | −4 (67-72-71-66=276)  | 2 tacadas         | Annika Sörenstam            |